# Dannemora gruvor

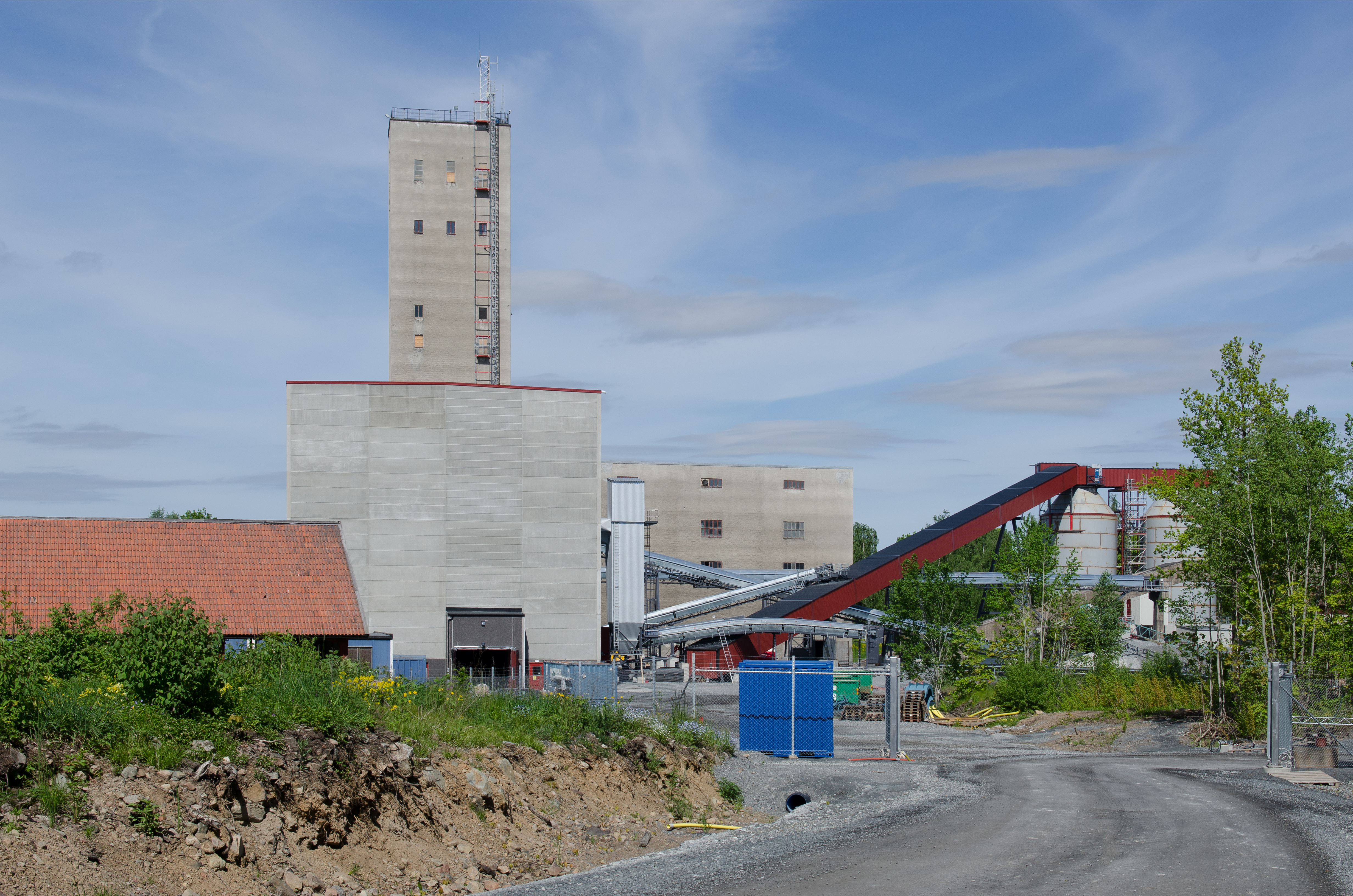
Dannemora gruvor försommaren 2012.

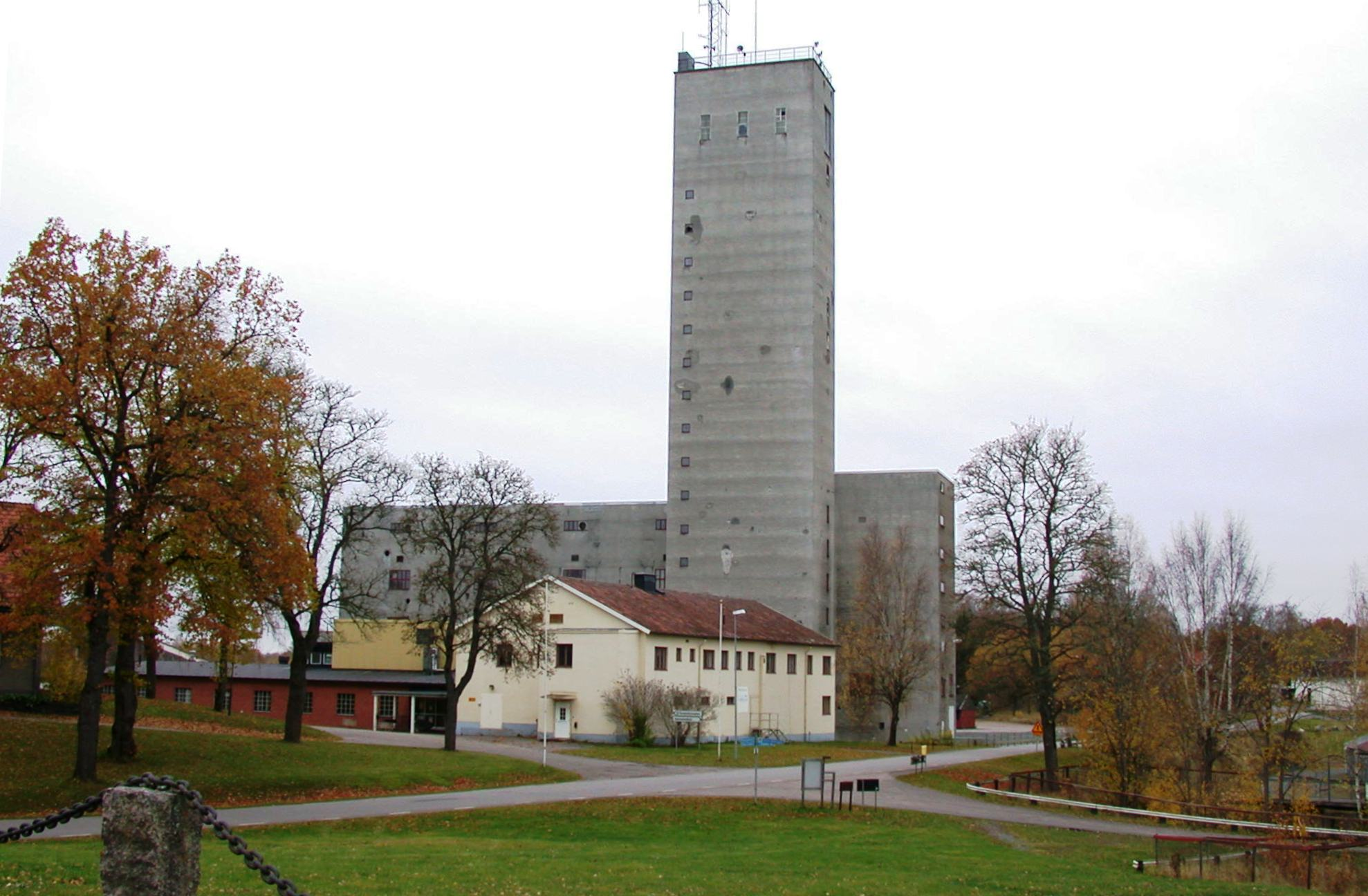
Dannemora gruvor hösten 2007.

Dannemora gruvor i Dannemora i Uppland har dokumenterad brytning från 1400-tal fram till och med 2015, då framförallt som järnmalmsgruva. Orten Dannemora är belägen i Östhammars kommun i Uppsala län, cirka 45 kilometer nordost om Uppsala och 2 kilometer väster om centrala Österbybruk. 
Gruvan har haft flera ägare SSAB mellan 1978 och 1992. Gruvan återstartades 2012 av bolaget Dannemora Mineral AB. Den 13 juni 2012 återinvigdes gruvan officiellt av Carl XVI Gustaf. Företaget gick i konkurs 2015. Konkursboet köptes 2016 och drivs av Dannemora Koncern AB. De nya ägarna planerar också att satsa på gruvdrift, men även annan verksamhet på området. I juni 2023 beviljade mark och miljödomstolen en ansökan om att återstarta gruvdriften av företaget Grangex som är nuvarande ägare av gruvan. 
Idag finns bevarade anläggningar i form av dagbrottet "Storrymningen" av medeltida ursprung, kanske så gammal som 1200-talet, samt industri- och bostadsbebyggelse från 1700- till 1900-talen med bland annat den 72 m höga gruvlaven som är ett av Upplands byggnadsminnen. År 1481 dokumenterades för första gången brytningen av järnmalm vid Dannemora gruvor. Ett dokument som Sten Sture d.ä. var delaktig i. I närbelägna Österbybruk finns den rätvinkliga 1700-talsplanen av vallonbrukskaraktär och enhetlig bostadsbebyggelse, vallonsmedja och andra industribyggnader samt herrgårdsanläggning från 1700-talet med park och ekonomibyggnader för jordbruket bevarade. Här finns ett vidsträckt fördämningssystem för kraftproduktion till gruva och bruk. Gruvan har ett djup av 620 meter. Sveriges första ångmaskin togs i bruk vid Dannemora gruvor på 1700-talet. Alla brytningsmetoder har använts vid Dannemora gruvor från tillmakningsmetoden, till krut, till dynamit.

## Malmen
Magnetitjärnmalmen i Dannemora har en järnhalt som varierar mellan 48 och 58%. Fosforhalten är lägre än 35 ppm (miljontedelar). Värdbergarten för malmen är av vulkaniskt ursprung och kalksten med varierande mängd dolomit. På en del platser innehåller malmen även sulfider såsom svavelkis, kopparkis, blyglans och zinkblände.

## Historia

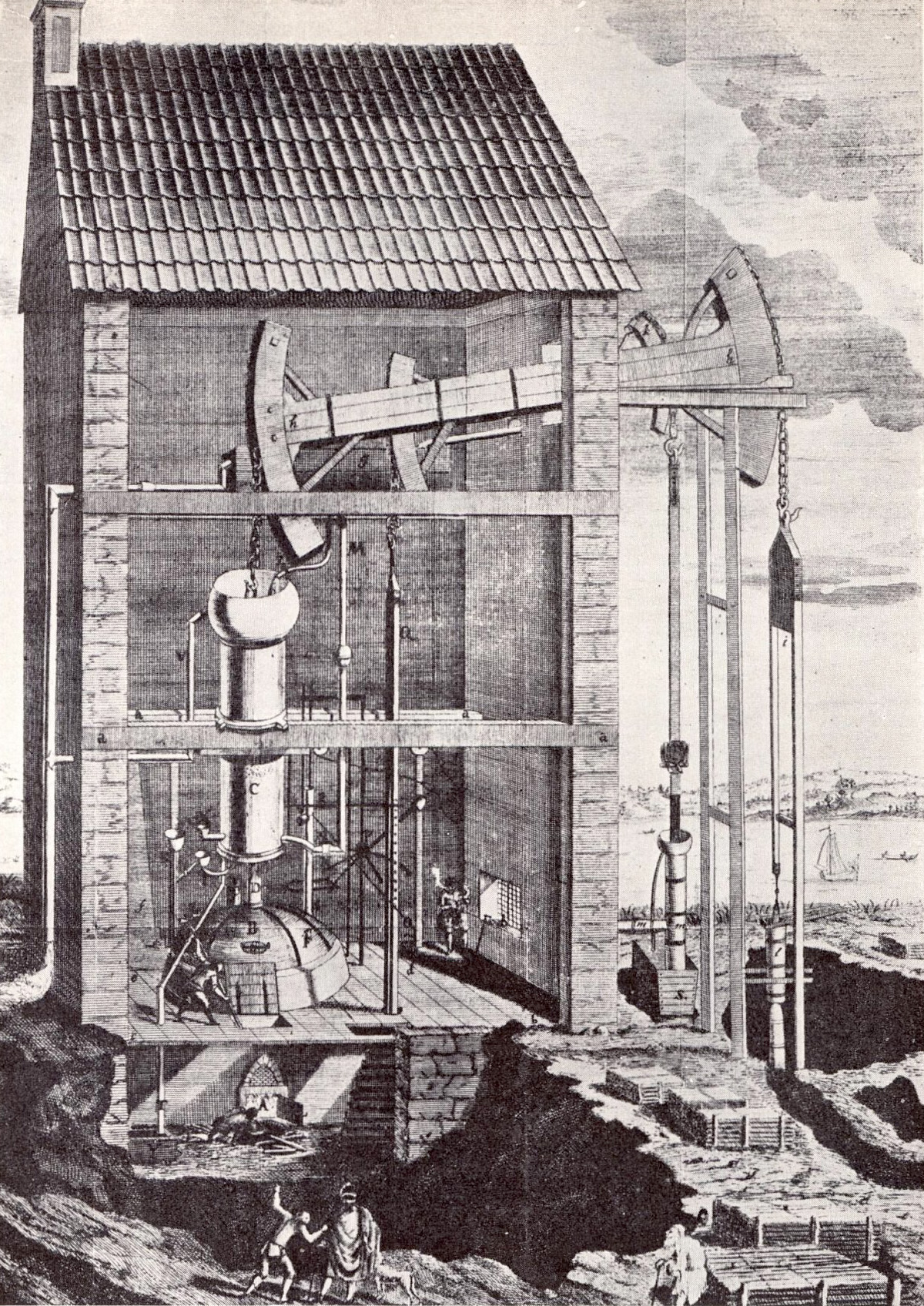
Mårten Triewalds eld- och luftmaskin i på 1720-talet.

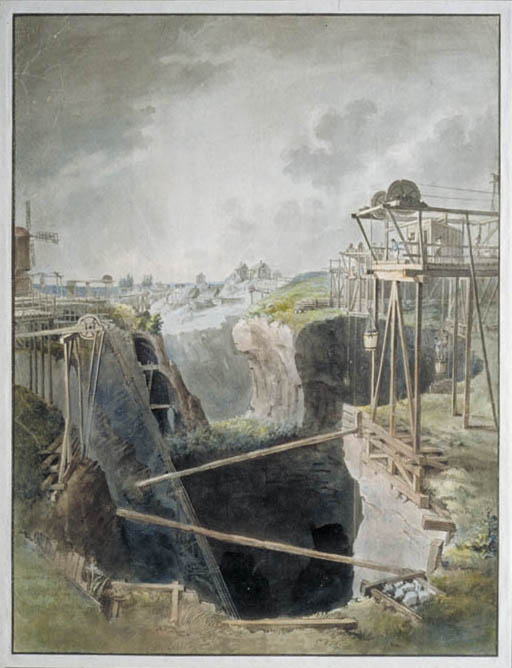
Dagbrottet "Storrymningen" omkring 1780–1800. Akvarellerad pennteckning av Elias Martin.

År 1532 fick Joachim Piper förnyelse på gruvprivilegierna för Dannemora och lade ner stora resurser på gruvan. Främst järn men även andra mineraler. År 1545 ändrades ägarstrukturen och ett dussintal kapitalstarka personer gick in som ägare, därav ett antal tyskar och även kung Gustav Vasa. (Se även historien om Krutkonspirationen 1536.) Tyskarna var mest intresserade av export av tackjärn men kungen övertygade dem att starta produktion av smidesjärn. Det varade bara några år och inför en hotande konkurs tog kungen över driften.
Under 1600-talet fick dannemorajärnet en obestridd rangställning bland svenska järnsorter, speciellt i England där det användes till stålråvara för verktyg, vapen, fjädrar och andra högt kvalificerade ändamål. Stora delar gick till Sheffield och det anses att Dannemora bidrog till Sheffields världsrykte som stålstad. 
Kring sekelskiftet 1700 fanns det omkring ett sextiotal arbetare vid Dannemora boende i de slumartade kvarteren runt gruvan. Antalet arbetare som fick sin försörjning via gruvan kan antas ha varit flera hundra. I varje gruva skulle stora mängder ved användas för tillmakningen, en metod som inte övergavs förrän på 1730-talet. Anledningen till detta var dels rädsla för att krut skulle vara dyrare än ved, dels rasrisken. 

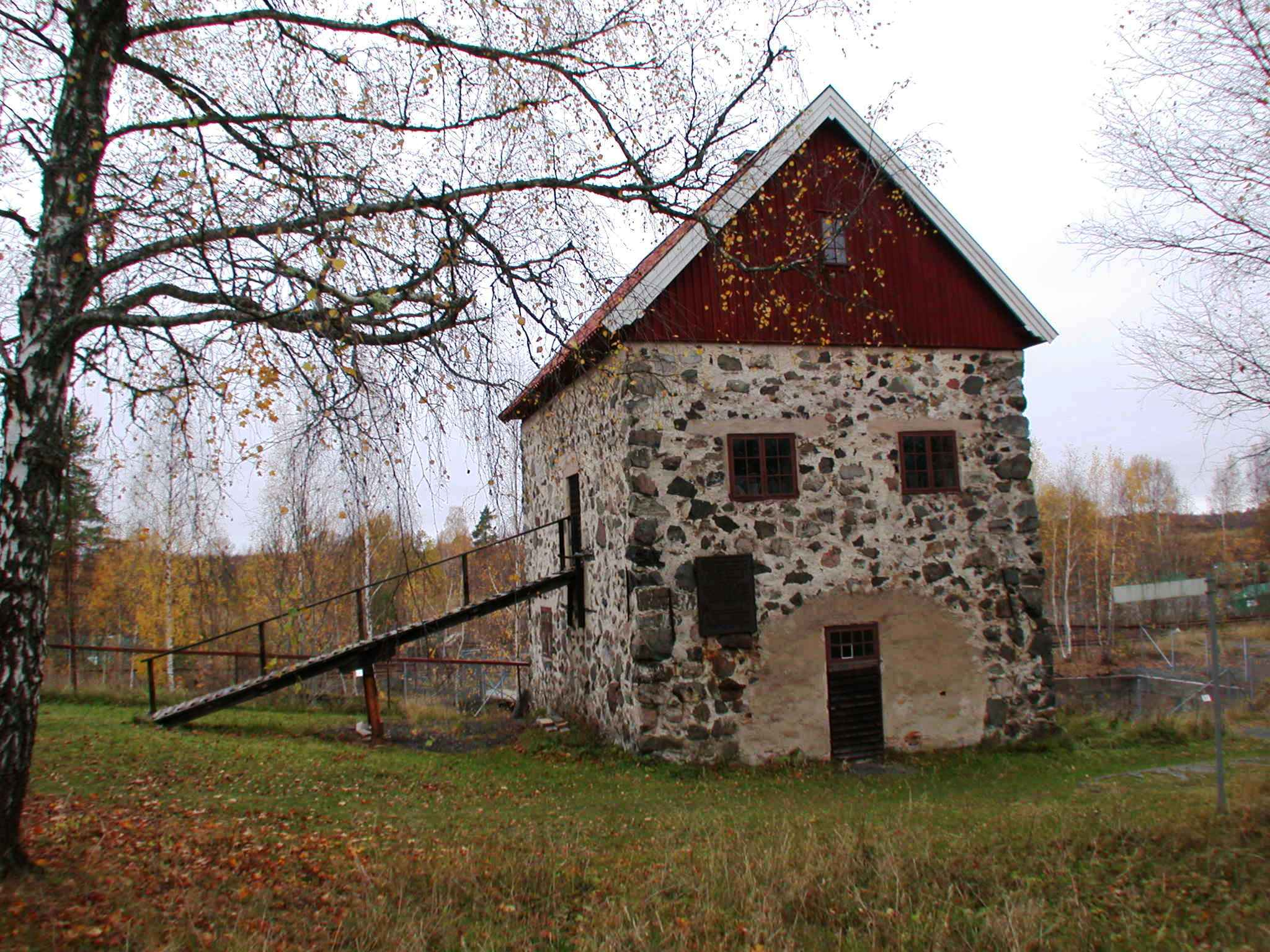
Huset där Triewalds ångmaskin stod.

Under hela gruvans historia har man haft problem med vatten då malmfältet ligger invid en sjö. Man byggde en påldamm under 1600-talet och använde vatten- och vinddrivna pumpar. År 1728 installerades, på initiativ av Mårten Triewald, landets första ångdrivna pump. Den kallades "eld-luft-maskin", men blev aldrig någon framgång. Misslyckandet berodde troligen på att tekniken, som fungerade oklanderligt i England, var ny i Sverige och maskinen sköttes av oerfaren personal. Under 1750-talet sprängde man bort två vattenfall och på kuppen förstördes en masugn, en kvarn och två sågverk. Trots en nybyggd damm översvämmades gruvorna i vårfloden 1795 och det dröjde till 1815 innan läget blev normalt. År 1805 installerades en ny ångmaskin på 10 hästkrafter.
Under hundraårsperioden 1770-1870 låg produktionen mellan 15 000 och 20 000 ton. På 1870-talet steg den till 40 000 ton och exporten av tackjärn från Österbybruk var betydande. För att underlätta malmtransporterna byggde man 1878 Dannemora-Hargs Järnväg. Under 1900-talets början var produktionen 50 000 ton men en strejk 1927 gjorde att driften upphörde helt. Först 1935 återupptogs driften. År 1955 stod en ny anläggning, med sovringsverk och anrikningsverk, färdig och årsproduktionen kom upp i 600 000 ton. Under 1970-talets senare del minskade produktionen men uppgick ändå till omkring en miljon ton råmalm som till huvuddelen gick på export. Under den här tiden var syndikalismen stark i Dannemora, och 90 procent av underjordsarbetarna tillhörde Dannemora LS av SAC.  
Delägarna i Dannemora gruvor hade minskat sedan slutet av 1800-talet genom nedläggningar och sammanslagningar. År 1937 bildade de fyra kvarvarande ägarna (Fagersta Bruk, Iggesunds Bruk, Hargs Bruk och Stora Kopparbergs Bergslag) AB Dannemora Gruvor och 1974 blev Stora Kopparberg ensam ägare till Dannemora gruvor. Den kris som drabbade den svenska stålindustrin i slutet av 1970-talet gjorde dock att statliga SSAB tvangs överta gruvan endast fyra år senare. År 1992 lades gruvan ned för ett antal år.

## Nutid

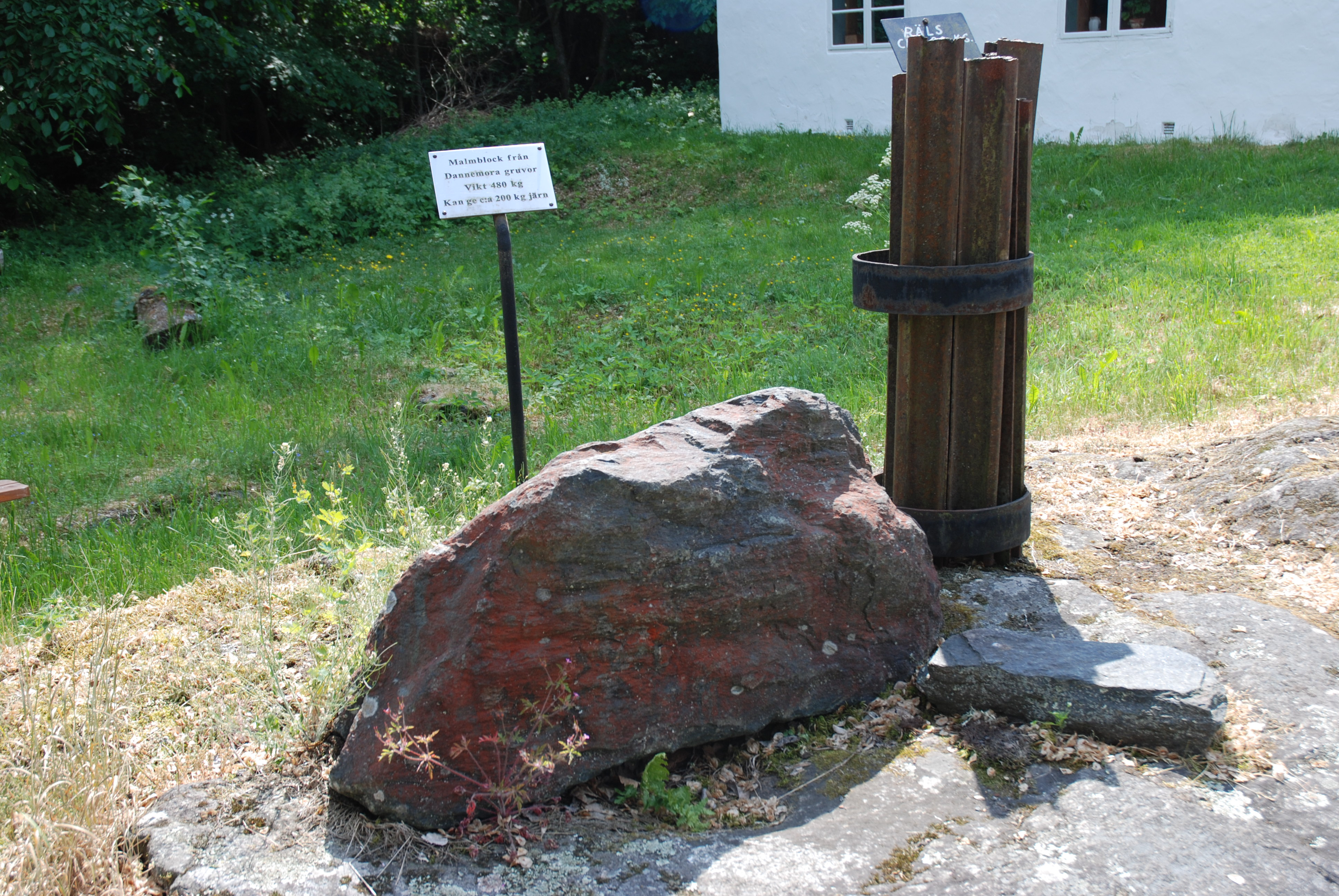
Dannemoramalm, fotograferad på Edsbro bruk.

Företaget Dannemora Mineral AB drev gruvan till 2015.
Under 2008 påbörjades förberedelser för att återuppta brytning av såväl järnmalm som andra mer värdefulla metaller. Gruvan tömdes på vatten och en ny infartsväg för tung trafik byggdes. Parallellt med vägen har järnvägen dragits in på industriområdet till en nybyggd terminal för lastning. Järnvägen mellan Örbyhus och Hargshamn har rustats upp. Ett nytt sovringsverk har byggts. Under jord har anlagts ett permanent pumpsystem som ska ta hand om det naturliga tillflödet av vatten till gruvan om cirka 10 liter per sekund. Ett industrivattensystem från vattenbassängerna under jord och sedimentationsbassänger för restvatten ovan jord har installerats. 
Drivning av huvudrampen ner till 350-metersnivån gjordes och nya tilluftsschakt har borrades. Den gamla gruvlaven försågs med en ny hiss för en effektiv uppfordring av malmen.  
Efter en uppdatering av Dannemoras mineralreserv räknade man med en reserv på 35 miljoner ton järnmalm, jämfört med tidigare bedömning 7 miljoner ton. Detta beräknades räcka till 14 års drift. 
Den 3 maj 2012 lämnade det första malmtåget Dannemora för vidare befordran Hargshamn, och den 28 juni lämnade den första malmbåten hamnen. Den 13 juni återinvigdes gruvan av Carl XVI Gustaf.

### Konkurs 2015
Dannemora Mineral AB försattes i konkurs den 18 mars 2015. Orsaken till konkursen var att världsmarknadspriset på järnmalm gått ner med 70 procent från den högsta noteringen. Som mest hade gruvan 125 anställda och sysselsatte omkring 100 personer från andra företag.
Dannemora ägs idag (2023) av Grangex.

## Övrigt
Dannemora gruvintressenter skänkte cirka 130 äldre föremål till Nordiska museet 1892. Föremålen var främst redskap som vid tiden var förlegade vid tidens gruvdrift. Även en del byggnadselement så som två vindflöjlar finns med bland föremålen. Kontakten vid gåvan sköttes mellan disponenten T. Rådberg och Artur Hazelius. Flertalet av föremålen deponerades till Tekniska museet 1930.

## Bilder

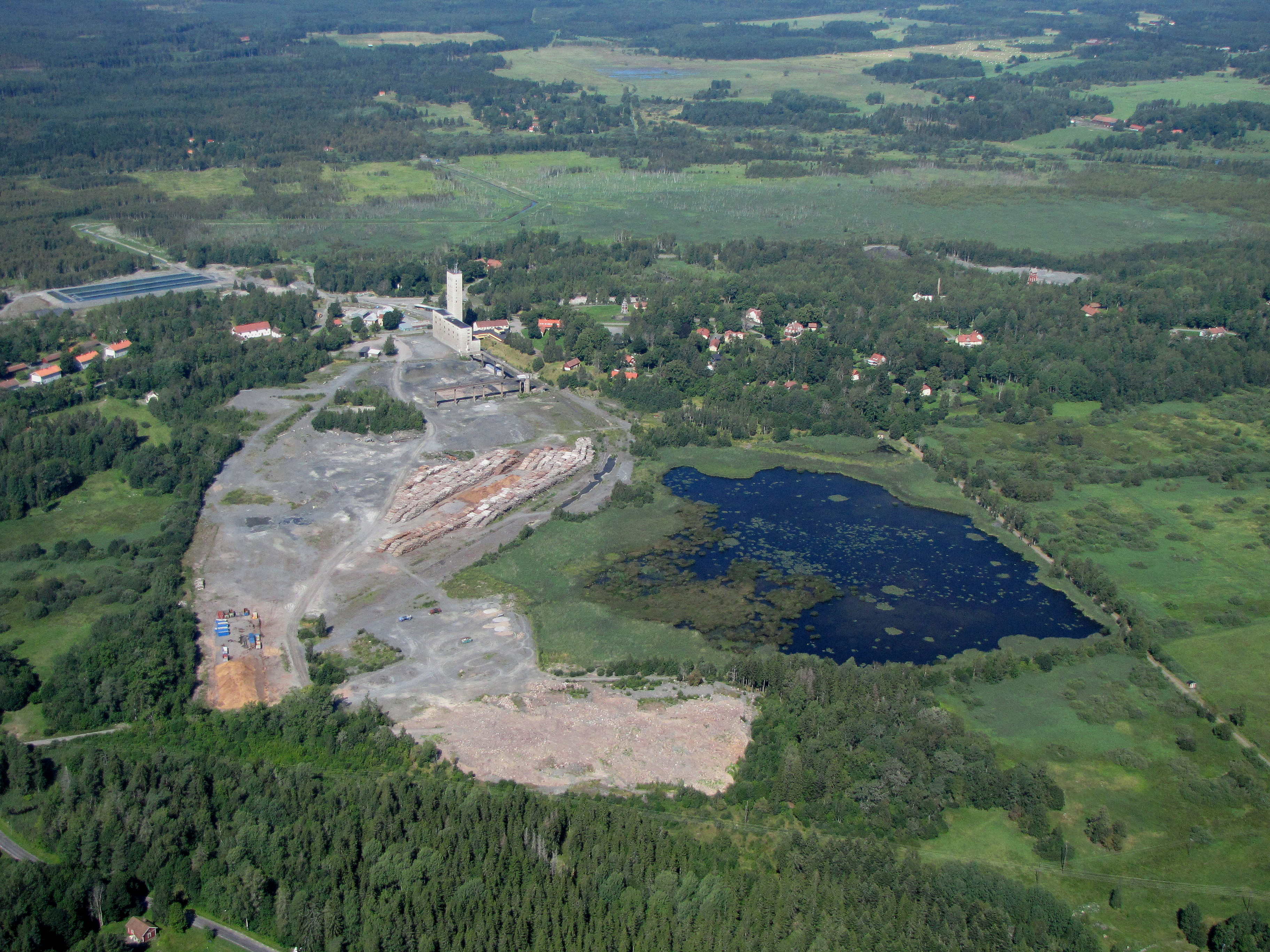
Gruvområdet.
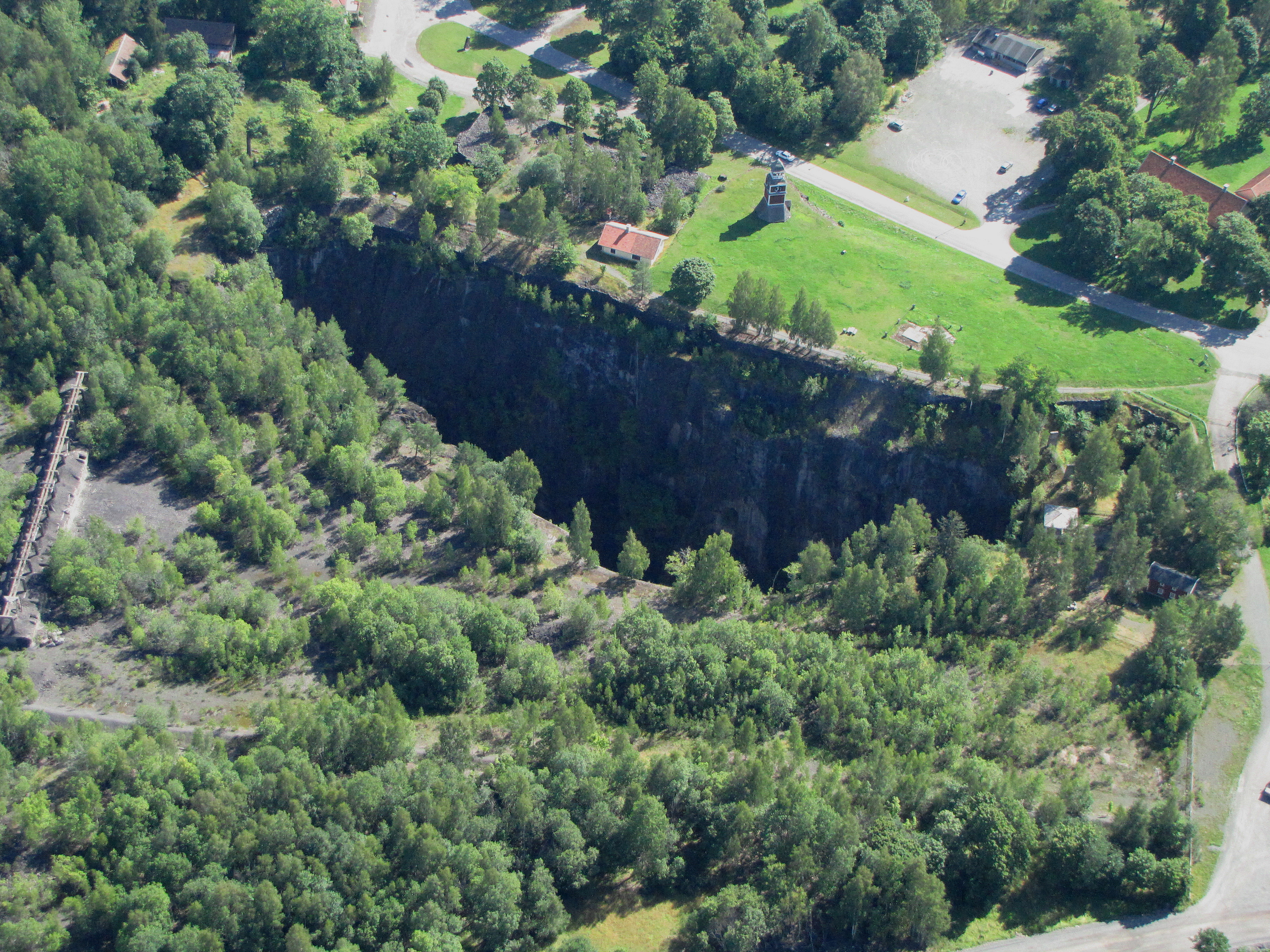
Storrymningen.
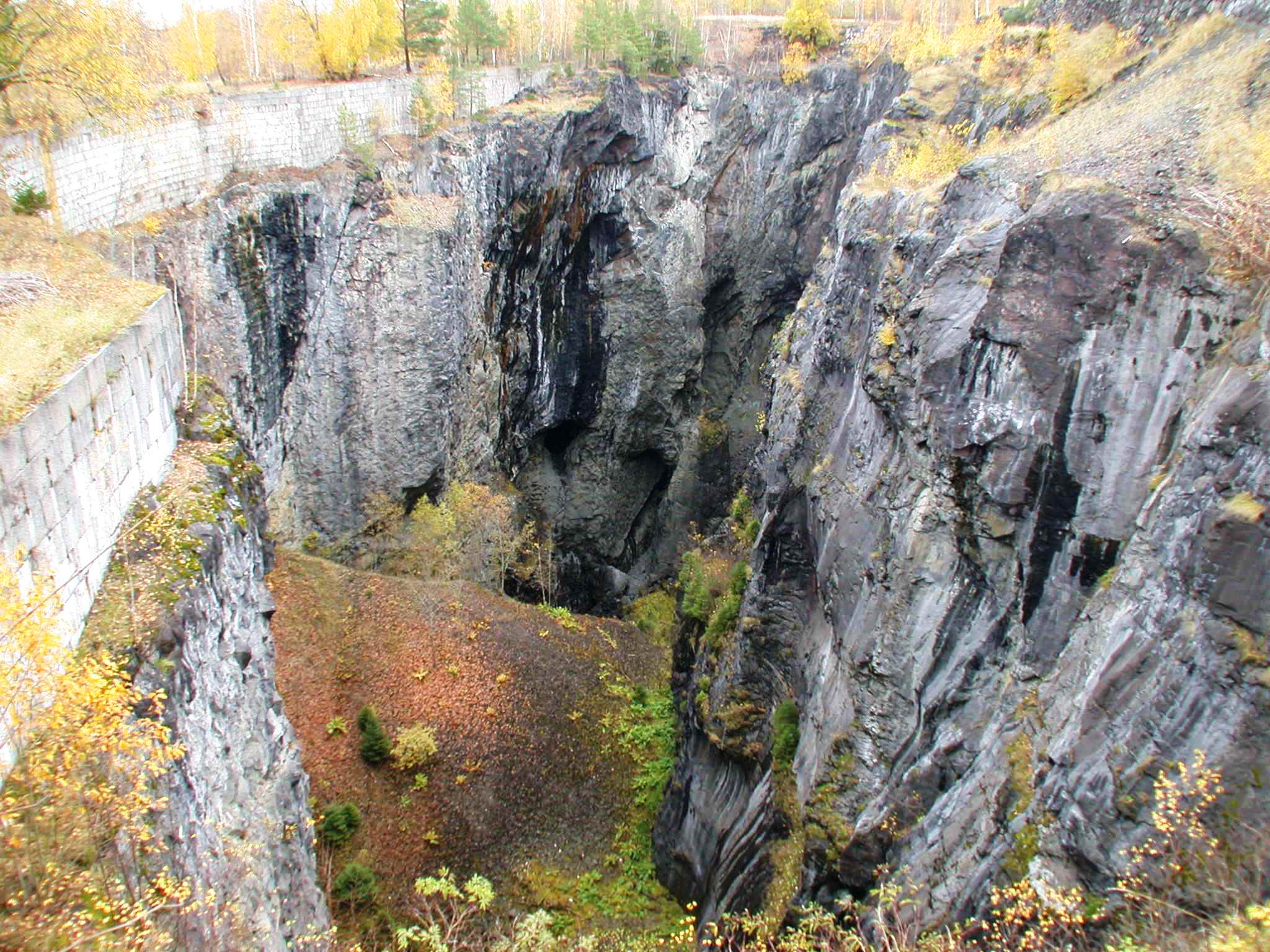
Borrymningen.
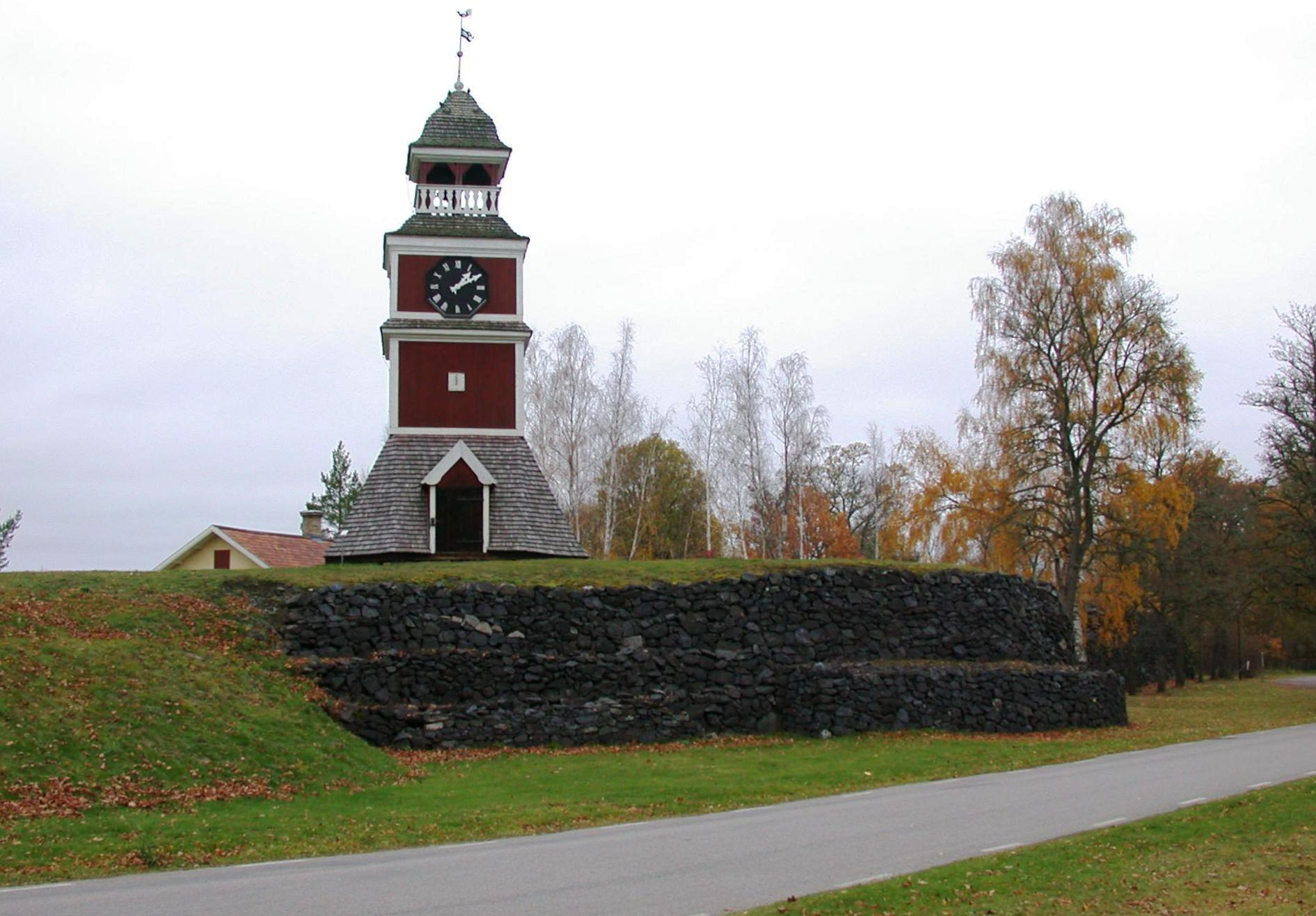
Klocktornet.
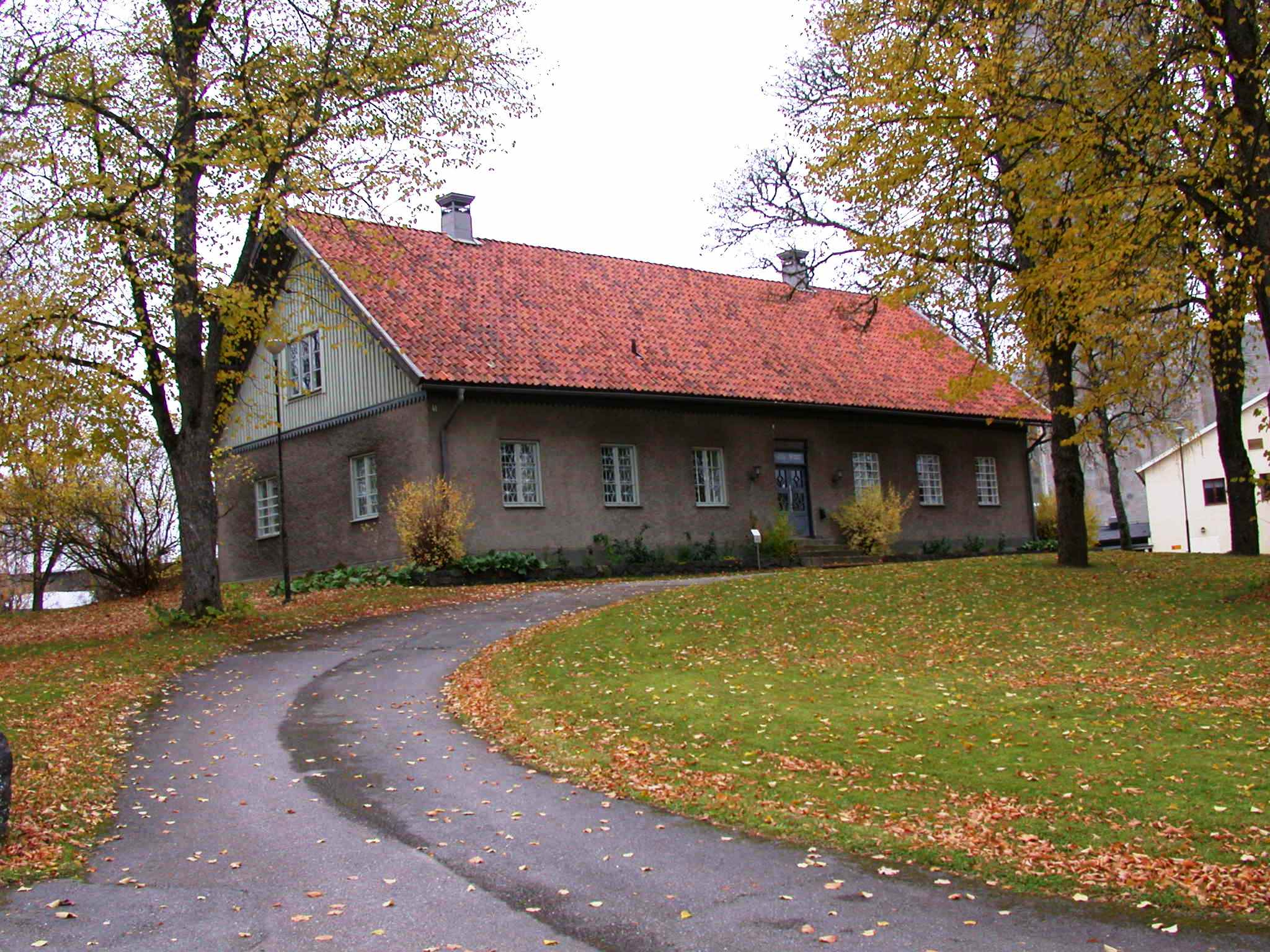
Gruvkontoret.
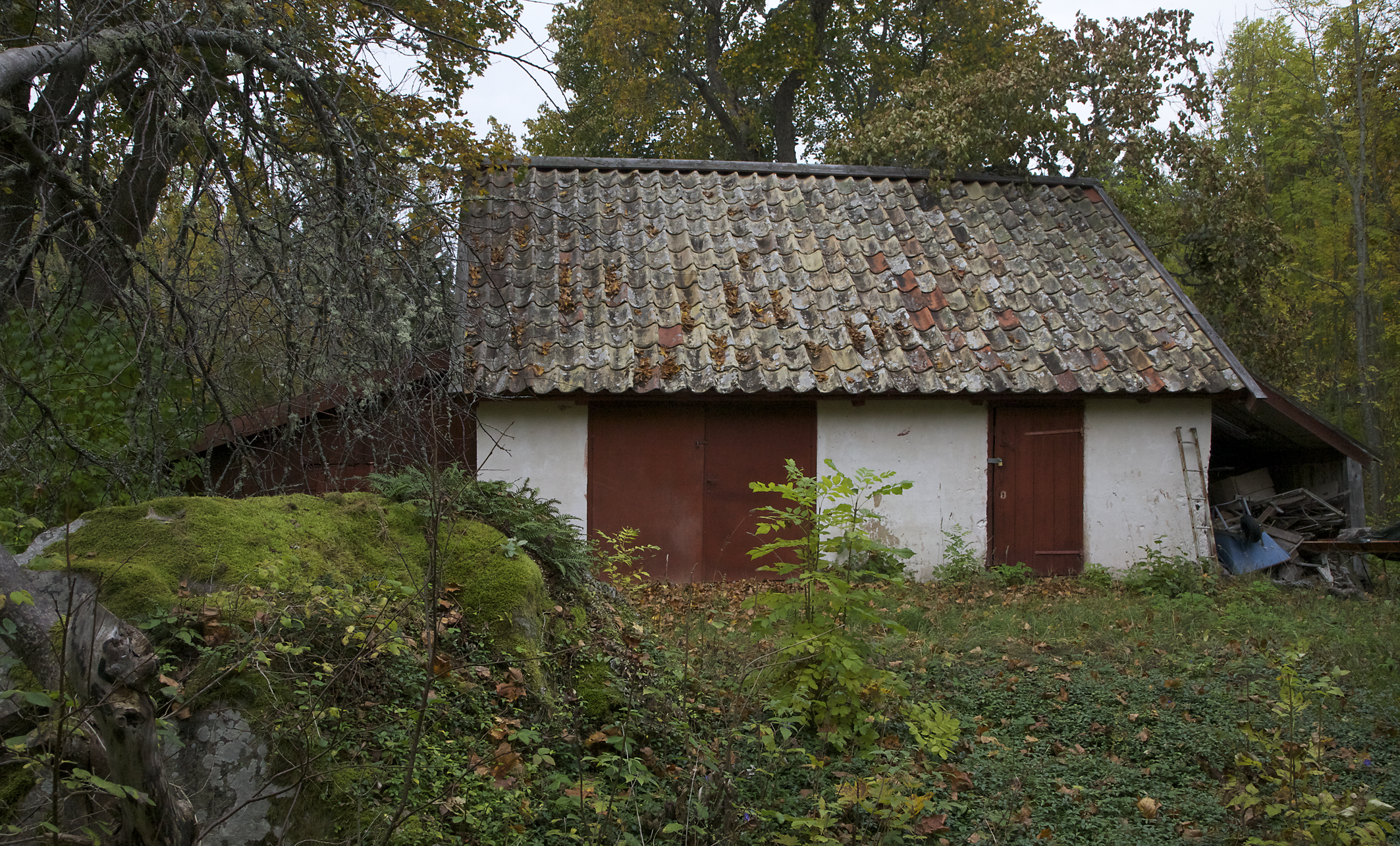
Gruvarbetartorpet under Dannemora gruvor.